# Myall-Lakes-Nationalpark
Der Myall-Lakes-Nationalpark ist ein Nationalpark im Osten des australischen Bundesstaates New South Wales, 188 Kilometer nordöstlich von Sydney und rund 20 Kilometer östlich von Bulahdelah.
Der Park umgibt die Myall Lakes, Lagunen an der Küste von New South Wales, und beinhaltet auch Broughton Island. Er erstreckt sich entlang der Küste von Hawks Nest und Tea Gardens im Süden bis nach Seal Rocks an der Sugarloaf Bay im Norden. Im Westen begrenzt der Pacific Highway den Park.
Im Park finden sich 40 Kilometer Sandstrand mit Sanddünen und nach der Ramsar-Konvention geschützte Feuchtgebiete. Der Grandis, ein 76 Meter hoher Eukalyptusbaum der Species Flooded Gum (eucalyptus grandis), ist der höchste Baum in New South Wales.